# فهرست بندهای افغانستان

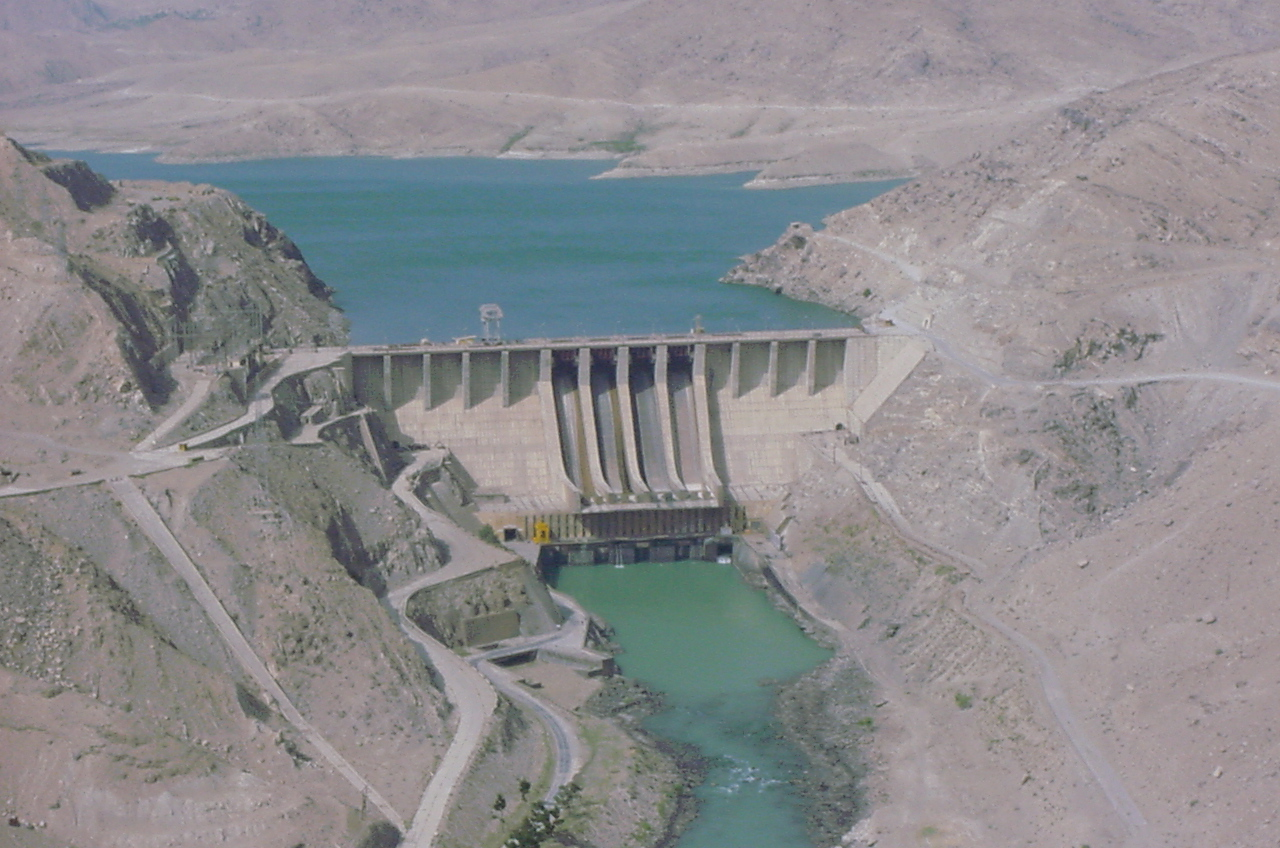
سد نغلو روی دریای کابل با تولید ۱۰۰ مگاوات انرژی بزرگترین بند برق افغانستان می‌باشد.

بندها یا سدها در افغانستان برای آبیاری زمین‌های کشاورزی، مصارف آشامیدنی، تولید برق یا ترکیبی از این موارد در افغانستان استفاده می‌شود.

## موقعیت بندها بر روی نقشه

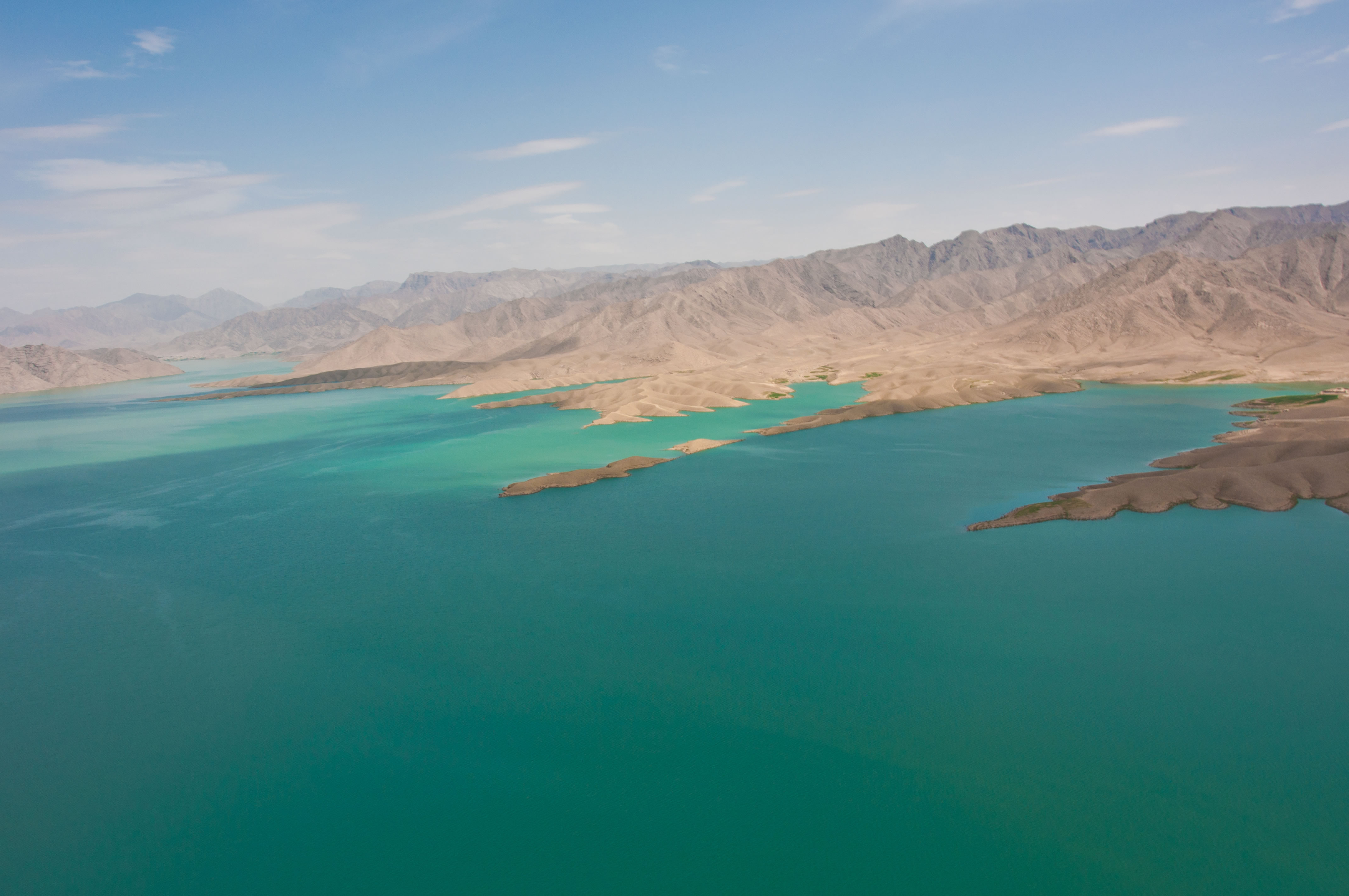
سد کجکی در ۲۰۲۱ میلادی. بزرگترین بند آبگردان افغانستان می‌باشد.

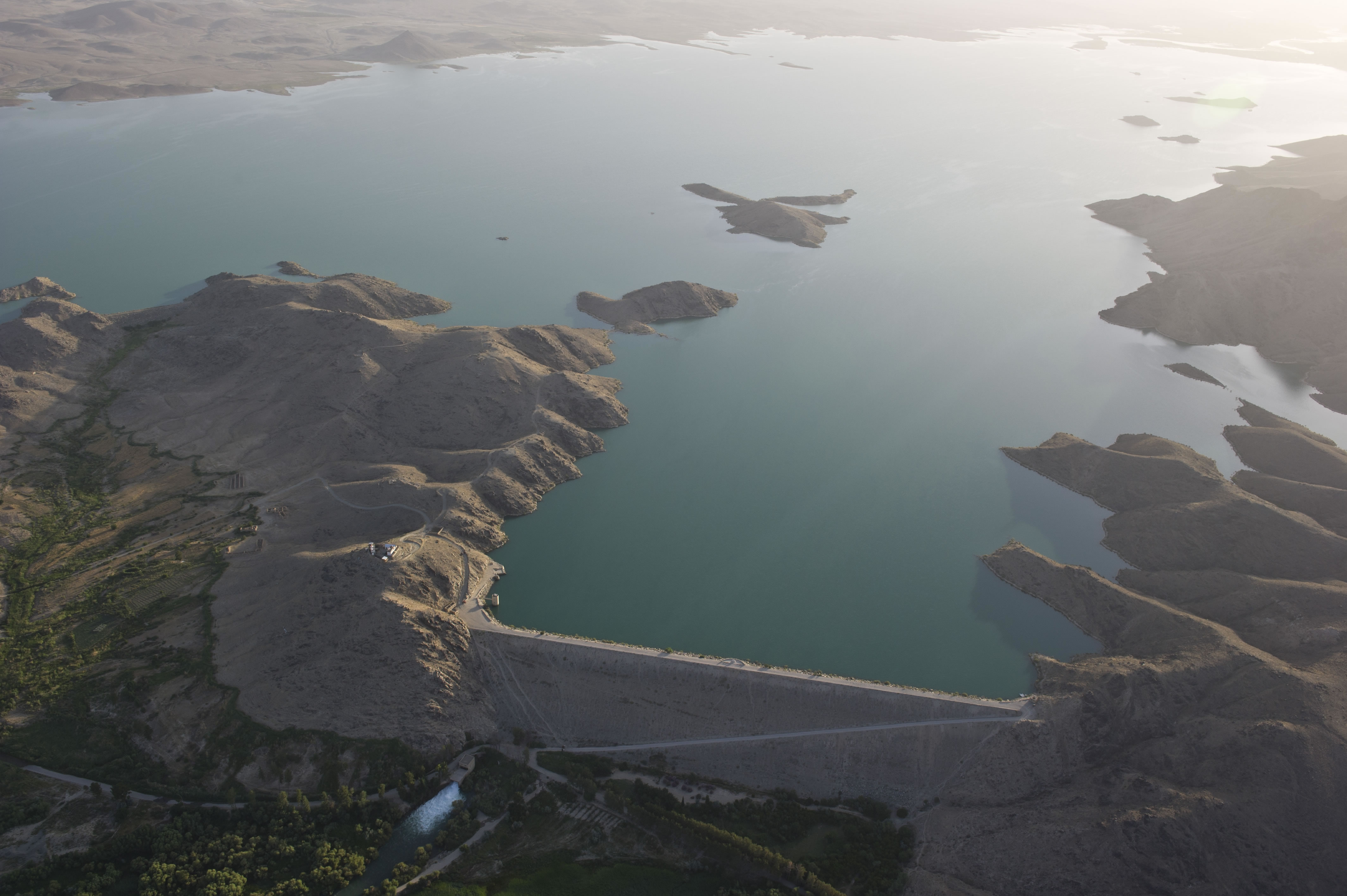
بند ارغنداب در ولایت قندهار

| بند امیر (افغانستان) | سد چک وردک (افغانستان) | بند ارغنداب/داهله (افغانستان) | سد درونته (افغانستان) | سد گریشک (افغانستان) | بند کجکی (افغانستان) | بند کمال خان (افغانستان) |

| سد نغلو (افغانستان) | بند قرغه (افغانستان) | بند سلما (افغانستان) | بند سرده (افغانستان) | سد شاه و عروس (افغانستان) | سد شاهتوت (افغانستان) | بند سلطان (افغانستان) |

## فهرست بندهای افغانستان
| سد             | موقعیت                            | تغذیه کننده | بهره‌برداری        | نوع سد  | ظرفیت                 | ارتفاع (متر)        | طول (متر)                | تولیدی برق  | افتتاح   | منابع                |
| -------------- | --------------------------------- | ----------- | ----------------- | ------- | --------------------- | ------------------- | ------------------------ | ----------- | -------- | -------------------- |
| سد نغلو        | ولسوالی سروبی، ولایت کابل         | دریای کابل  | تولید برق         | سد وزنی | ۵۵۰٬۰۰۰٬۰۰۰ متر مکعب  | ۱۱۰ متر (۳۶۱ فوت)   | ۲۸۰ متر (۹۱۹ فوت)        | ۱۰۰ مگاوات  | ۱۳۴۶     | [ ۲ ]                |
| بند قرغه       | ولایت کابل                        | دریای پغمان | آبیاری            | سد خاکی | ۲۶٬۱۰۰٬۰۰۰ مترمکعب    | ۳۰ متر (۹۸ فوت)     | ۴۵۰ متر (۱۴۸۰ فوت)       |             | ۱۹۳۳     |                      |
| سد شاه و عروس  | ولایت کابل                        | رودشکردره   | تولید برق، آبیاری | سد وزنی | ۹٬۰۰۰٬۰۰۰ مترمکعب     | ۷۵ متر (۲۴۶ فوت)    |                          | ۱٫۲ مگاوات  | زیر ساخت | [ ۳ ]                |
| سد سروبی       | ولسوالی سروبی، ولایت کابل         | دریای کابل  | تولید برق         | سد وزنی |                       |                     |                          | ۲۲٫۸ مگاوات | ۱۳۳۶     | [ ۴ ]                |
| بند برق ماهیپر | ولایت کابل                        | دریای لوگر  | تولید برق         | سد وزنی |                       |                     |                          | ۶۶ مگاوات   | ۱۳۴۵     | [ ۵ ] [ ۶ ]          |
| سد درونته      | جلال‌آباد، ولایت ننگرهار           | دریای کابل  | تولید برق، آبیاری | سد وزنی |                       |                     |                          | ۱۱٫۵ مگاوات | ۱۳۴۳     |                      |
| بند امیر       | ولایت بامیان                      | سد طبیعی    | آبیاری            |         |                       |                     |                          |             |          |                      |
| سد کجکی        | ولسوالی کجکی، ولایت هلمند         | هیرمند      | تولید برق، آبیاری | سد خاکی | ۱٫۷۱۵٫۰۰۰٫۰۰۰ مترمکعب | ۱۰۰ متر (۳۲۸ فوت)   | ۲۷۰ متر (۸۸۶ فوت)        | ۵۲٫۵ مگاوات | ۱۳۳۲     |                      |
| سد گریشک       | ولسوالی گریشک، ولایت هلمند        | هیرمند      | تولید برق، آبیاری | سد خاکی |                       |                     |                          |             |          |                      |
| بند ارغنداب    | ولسوالی شاه ولی کوت، ولایت قندهار | رودارغنداب  | آبیاری            | سد خاکی |                       | ۵۵ متر              | ۵۵۳ متر                  |             | ۱۳۳۱     |                      |
| بند سلما       | ولسوالی چشت شریف، ولایت هرات      | هریرود      | تولید برق، آبیاری | سد خاکی | ۶۳۳٫۰۰۰۰٫۰۰۰ مترمکعب  | ۱۰۷٫۵ متر (۳۵۳ فوت) | ۵۵۱ متر (۱۸۰۸ فوت)       | ۴۲ مگاوات   | ۱۳۹۵     | [ ۷ ]                |
| سد سرده بند    | ولسوالی اندر، ولایت غزنی          | دریای گردیز | آبیاری            | سد خاکی | ۲۵۹٫۰۰۰٫۰۰۰ مترمکعب   |                     |                          |             | ۱۳۴۶     |                      |
| بند سلطان      | ولایت غزنی                        | دریای غزنی  | آبیاری            | سد خاکی |                       |                     |                          |             | قرن دهم  |                      |
| سد چک وردک     | ولسوالی چک وردک، ولایت میدان وردک | دریای لوگر  | آبیاری            | سد خاکی |                       | ۹ متر (۲۹ فوت)      | ۳۰۰ متر (۹۸۴ فوت)        | ۳٫۳ مگاوات  | ۱۳۱۹     |                      |
| سد سرحوض       |                                   |             |                   |         |                       |                     |                          |             |          |                      |
| سد سرخاب       | ولایت لوگر                        |             |                   |         |                       |                     |                          |             |          |                      |
| بند کمال خان   | ولسوالی چهاربرجک، ولایت نیمروز    | هیرمند      | تولید برق، آبیاری | سد خاکی | ۵۲٫۰۰۰٫۰۰۰ مترمکعب    | ۱۶ متر (۵۲ فوت)     | ۲٫۲۷۴ کیلومتر (۱٫۴ مایل) | ۹ مگاوات    | ۱۴۰۰     | [ ۸ ] [ ۹ ]          |
| سد شورابک      | ولسوالی فیض آباد، ولایت بدخشان    | دریای کوکچه | تولید برق         | سد وزنی |                       |                     |                          |             | ۱۴۰۰     | [ ۱۰ ] [ ۱۱ ]        |
| سد بخش آباد    | ولسوالی بالابلوک، ولایت فراه      | فراه رود    | تولید برق، آبیاری | سد وزنی |                       |                     |                          | ۲۷ مگاوات   | زیر ساخت | [ ۱۲ ] [ ۱۳ ]        |
| سد پاشدان      | ولسوالی کرخ، ولایت هرات           | هریرود      | تولید برق، آبیاری | سد خاکی |                       |                     |                          | ۲ مگاوات    | زیر ساخت | [ ۱۴ ] [ ۱۵ ] [ ۱۶ ] |
| سد سوختوک      | ولسوالی نیلی، ولایت دایکندی       | دریای نیلی  | تولید برق، آبیاری | سد وزنی |                       |                     |                          | ۷۰۰ کیلووات | ۱۳۹۸     | [ ۱۷ ] [ ۱۸ ]        |
| سد شاهتوت      | ولسوالی چهارآسیاب، ولایت کابل     | دریای کابل  | آبیاری            | سد وزنی |                       |                     |                          |             | زیر ساخت | [ ۱۹ ] [ ۲۰ ]        |

## سدهای در دست ساخت
- سد عینو مینه برای تأمین آب شیرین شهر قندهار
- سد شمال غربی دهن دره در ولایت فاریاب.[۲۱]
- سد کنر در ولایت کنر.[۲۲][۲۳]
- سد لاورو در ولایت قندهار.[۲۴]
- سد تولیدی برق مانوگی در ولایت کنر.[۲۵][۲۶]
- سد پالتو در شرن، ولایت پکتیکا.[۲۷]
- سد توری در ولایت زابل[۲۸]
- سد پلخمری در ولایت بغلان.[۲۹][۳۰]